# Turks- och Caicosöarnas damlandslag i volleyboll
Turks- och Caicosöarnas damlandslag i volleyboll representerar Turks- och Caicosöarna i volleyboll på damsidan. Laget har kvalat till karibiska mästerskapet.

### Fotnoter
1. ↑  Todor Krastev. ”Women Volleyball XVI Caribbean (CAZOVA) Championship 2017 Jamaica - Winner Trinidad Tobago” (på engelska). http://www.todor66.com/volleyball/Norceca/Women_Caribbean_2017.html. Läst 10 mars 2024.